# CRAFTS&MEISTER
株式会社CRAFTS&MEISTER（クラフトアンドマイスター、英: CRAFTS & MEISTER CO.,LTD.）は、ゲームソフトの企画・開発を主な事業とする日本のゲームメーカー。
2004年6月1日、カプコン出身である須藤克洋、船水紀孝らを中心に設立された。

## 作品

### アーケード・コンシューマ－
- 超ドラゴンボールZ（発売：バンプレスト・バンダイナムコゲームス）
- クイズ機動戦士ガンダム 問・戦士DX（発売：バンプレスト・バンダイナムコゲームス）
- みずいろブラッド（発売：バンダイナムコゲームス）
- コードギアス 反逆のルルーシュ LOST COLORS（発売：バンダイナムコゲームス）
- 鋼の錬金術師 FULLMETAL ALCHEMIST 約束の日へ（発売：バンダイナムコゲームス）
- アースシーカー（発売：角川ゲームス）
- ガンダムブレイカー（発売：バンダイナムコゲームス）
- ガンダムブレイカー2（発売：バンダイナムコゲームス）
- ガンダムブレイカー3（発売：バンダイナムコエンターテインメント）
- New ガンダムブレイカー（発売：バンダイナムコエンターテインメント）
- ガンダムブレイカー4（発売：バンダイナムコエンターテインメント）

### モバイルゲーム
- おしおき☆パンチガール!!!（発売：e-Dragon Power）

### パチンコ
- CRびっくりぱちんこあしたのジョー